# Грозница љубави
Грозница љубави је југословенски филм из 1984. године. Режирао га је Властимир Радовановић који је и написао сценарио према идеји драме Петра Бракуса „Осрамоћење“.

## Радња
Младић и девојка се страсно воле, али када она затрудни ситуација се компликује. Девојка жели да задржи дете, али њена мајка има амбициозне планове са њом којима је трудноћа сметња. Скривајући је месецима од младића, али и од свих осталих, смишља да дете по рођењу да на усвајање немачком брачном пару, на шта ћерка, немајући избора, пристаје. За то време младић безуспешно трага за њом. Када је пронађе и сазна да је постао отац, спреман је на све; одлучује да отме и сакрије бебу.

## Улоге
| Глумац                   | Улога                   |
| ------------------------ | ----------------------- |
| Милан Штрљић             | Бранко Цветковић „Бане“ |
| Александра Симић         | Весна                   |
| Маја Сабљић              | Бисера                  |
| Ненад Ћирић              | Ђорђе                   |
| Ђорђе Николић            | Игор                    |
| Велимир Бата Живојиновић | Јордан Цветковић        |
| Драган Николић           | Адвокат                 |
| Душица Жегарац           | Веснина мајка Косара    |
| Михајло Костић Пљака     | Веснин отац             |
| Оливера Марковић         | Рајка Цветковић         |
| Франо Ласић              | Ото Милер               |
| Лидија Плетл             | Марта Милер             |
| Зоран Цвијановић         | Стив                    |
| Нада Војиновић           | Лила, Стивова девојка   |
| Мило Мирановић           | Милиционер              |
| Маро Браило              | Гиле, војник            |
| Растислав Јовић          | Инспектор               |
| Љиљана Газдић            |                         |
| Славица Ђорђевић         | Адвокатова сестра       |
| Страхиња Мојић           |                         |
| Татјана Стјепановић      |                         |
| Вук Алексић              |                         |
| Селена Станковић         |                         |
| Љиљана Стефановић        |                         |
| Небојша Радуновић        |                         |
| Јелена Живојиновић       |                         |
| Илија Николић            |                         |
| Марина Тадић             |                         |
| Ханриета Скарп           |                         |
| Смиљана Грујић           |                         |
| Марија Елизабета Аугуста |                         |
| Милан Ђукић              |                         |
| Родољуб Нинчић           |                         |
| Зоран Анђелковић         |                         |
| Вишеслав Ајданић         |                         |
| Драган Станимировић      |                         |
| Наташа Илић              |                         |
| Петар Шуица              |                         |
| Радмило Димитрић         |                         |
| Јадранка Смоковић        |                         |
| Сања Димитријевић        |                         |